# Mansour Hobeika
Mansour Hobeika (* 20. Dezember 1941 in Hadeth-Baalbek, Gouvernement Bekka, Libanon; † 28. Oktober 2014 in Paris) war Bischof der maronitischen Eparchie von Zahlé.

## Leben
Mansour Hobeika studierte nach seinem Schulabschluss in Ghazir von 1962 bis 1968 Philosophie und Theologie an der Université Saint-Joseph in Beirut. Er erwarb Abschlüsse in Literaturwissenschaften, Psychologie und Philosophie sowie Theologie. Am 9. Juni 1968 empfing er die Priesterweihe. Anschließend studierte er Kirchenrecht am Istituto per l’Oriente Carlo Alfonso Nallino in Rom und wurde am Angelicum in Rom in Orientalischen Kanonischen Recht promoviert. Er lehrte an der libanesischen Universität La Sagesse, absolvierte einen Studiengang in Islamwissenschaften und sprach neben Arabisch auch Französisch, Italienisch, Deutsch und Englisch.
Im Alter von 60 Jahren, am 12. September 2002, wurde Mansour Hobeika durch Papst Johannes Paul II. zum Bischof von Zahlé ernannt. Die feierliche Bischofsweihe fand am 26. Oktober 2002 durch Kardinal Nasrallah Pierre Sfeir statt; Mitkonsekratoren waren die  Bischöfe Roland Aboujaoudé und Chucrallah Harb.